# Steve Johnson
Steve Johnson (født 24. december 1989) er en amerikansk tennisspiller.
Han repræsentere USA under Sommer-OL 2016 i Rio de Janeiro, der fik han bronze i double. 

## Eksterne Henvisninger
- Steve Johnsons profil på Sports-Reference OL-resultater (arkiveret) (engelsk)
- Steve Johnsons profil på Olympedia (engelsk)
- Steve Johnsons profil hos ATP World Tour (engelsk)
- Steve Johnsons profil hos ITF Tennis (engelsk)
- Steve Johnsons profil hos Davis Cup (engelsk)
- Steve Johnsons profil hos ITF Tennis (engelsk)